# Région métropolitaine de Macapá
La Région métropolitaine de Macapá est une  région métropolitaine de l'État de l'Amapá, instituée par la Loi  Complementaire de l'Amapá nº 21, du 26 février 2003. Elle comprend les municipalités de Macapá, capitale de l'État, et de Santana, représentant une population de 595 791habitants selon l'ibge en 2017.